# ذئبة دخنية وجهية منتشرة

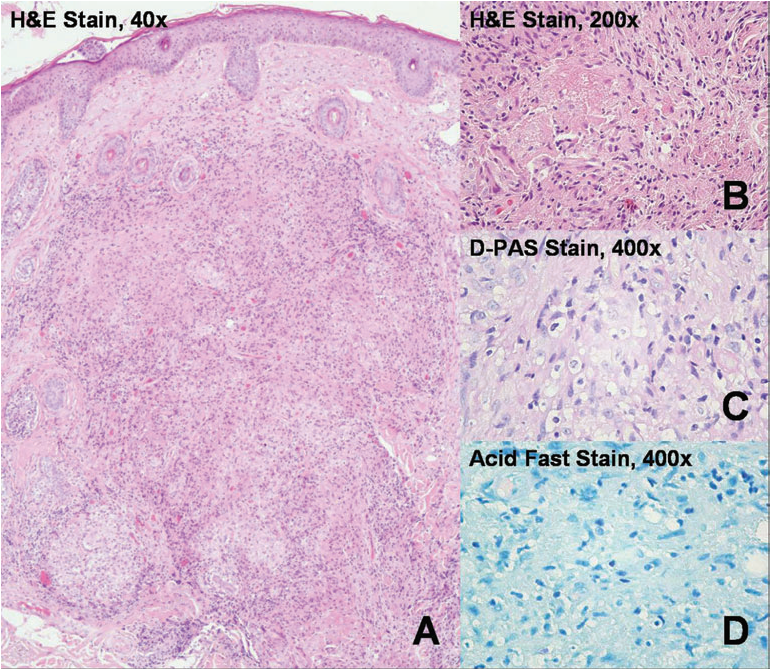

الذئبة الدخنية الوجهية المنتشرة (بالإنجليزية: Lupus miliaris disseminatus faciei)‏ هو أحد أنواع الطفوح السلية وشبيه بحب الشباب.